# Lešetínský kovář
Lešetínský kovář – poemat czeskiego poety Svatopluka Čecha, opublikowany w 1883. Utwór okazał się kontrowersyjny, ponieważ poruszał problematykę konfliktów na tle społecznym i narodowościowym. Przedstawiał walkę czeskiego rzemieślnika z niemieckim właścicielem fabryki. Pierwsze wydanie dzieła zostało skonfiskowane przez austriacką cenzurę. Wydanie drugie ukazało się w Stanach Zjednoczonych w 1892. Wydanie trzecie, czyli drugie krajowe, trafiło do czytelników w 1899 w brzmieniu złagodzonym przez poetę. Poemat jest urozmaicony pod względem wersyfikacyjnym. Składa się z szesnastu części.